# طردان مطري
الطَرَدان المطري (باللاتينية: Cephalaria amana) نوع نباتي يتبع جنس الطردان من الفصيلة الخمانية (وكان سابقا ضمن الفصيلة الممشقية التي دمجت ضمن الخمانية).

## الموئل والانتشار
النبات واطن في بلاد الشام وتركيا.